# ブル・アラブ

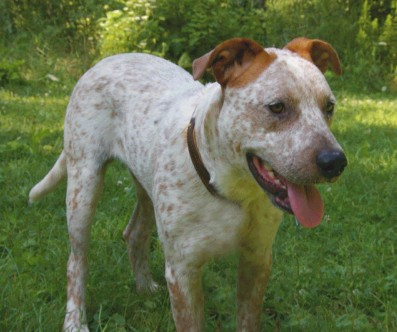
ブル・アラブ

ブル・アラブ（英: Bull Arab）は、オーストラリア原産の狩猟・牧牛用の犬種である。別名はオージー・ピッグ・ドッグ（英: Aussie Pig Dog）。

## 歴史
1980年代に作出された、新しい方の犬種である。仕事熱心で俊足、力があり且つ暑さに強い犬を目指して作られた。集中力と落ち着きのあるイングリッシュ・ポインター、俊足でサイズが大きく友好的なイングリッシュ・グレイハウンド、力強く痛みに強いブルテリアの3犬種を計画的に交配させることで作り出された。又、本種は現在は絶滅してしまったドイツの闘牛犬種、ブレンバイザーの現代版を目指して作られたともいわれている。ブレンバイザーは力が強くブル・バイティングにも用いられていた強靭な犬種で、牛いじめの禁止後は牧牛犬として用いられ、優秀に働いた。
本種は主に牧牛犬として肉牛を管理したり、イノシシや野生化したイノブタの猟などに使われる。牧牛犬としては牛を脚力で追いかけるだけでなく、リーダー格の牛に攻撃を軽くけしかけ、怒らせるか怯えさせるかしてコントロールを行なう。リーダー牛を上手に操ることによって他の牛もいっぺんに移動させるという効率的な管理が出来るのである。又、言う事の聞かない牛などはかかとを軽く噛んで驚かす、ヒーラーという技術を使うことも出来る。ブル・アラブは別名の通り、牛だけでなく豚や馬の管理も行える有能なハーダー（牧畜犬種）のひとつでもある。
猟犬としては優れた視覚と嗅覚を駆使して獲物を発見し、サイトハウンドの脚力で追いかけ、ブルテリア由来の強靭なアゴで止めを刺す。
原産国オーストラリアでもまだ珍しい犬種の一つで、ほぼ全てが実用犬として飼育されている。原産国以外ではほとんど飼育されておらず、ケネルクラブなどからは公認登録されていない。

## 特徴
大まかな容姿はグレイハウンド6：ポインター2：ブルテリア2といった構成である。グレイハウンドの血によりマズル・首・脚・胴・尾が長く、ポインターの血により嗅覚が鋭く自制心があり、ブルテリアの血により筋骨隆々でアゴなど全身の力が強く、痛みにも強い。胸は広く、耳は半立ち耳か折れ耳で、尾は飾り毛の無いサーベル形の垂れ尾。コートはスムースコートで暑さに強く、毛色はホワイトを地としてブラックやブラウン、レモンなどの単色の斑が入ったものなど。模様は頭部に大きな斑があり、体の斑の入り具合はローンである。体高は雄63〜69cm、雌61〜66cmの大型犬。性格は落ち着きがあり忠実だが、狩猟の際には勇猛果敢になる。身体能力は高く、運動量は非常に多い。既出のように力が強いため、飼育の際にはしっかりとした訓練も必要である。